# Vallée du Sourou
La plaine inondable du Sourou, aussi appelée Vallée du Sourou est un site Ramsar partagé par la région de Mopti, au Mali et la région de la Boucle du Mouhoun, au Burkina Faso. Plus de 80% de la plaine se trouve dans la région administrative de Mopti, côté malien.
Il s'agit d'un espace naturel transfrontalier unique en Afrique de l'ouest, formé par l'un des plus grands marais d'Afrique, alimenté par la rivière Sourou au sein du bassin de la Volta Noire.

## Géographie
La plaine du Sourou s'étire sur une distance d'environ 250 kilomètres du nord au sud et une superficie de 570 km2.
Le nord de la vallée se trouve à environ 120 km à vol d'oiseau de Mopti, au Mali, et à 240 km de Ouagadougou, la capitale burkinabè. La ville la plus proche est Baye, dans le Cercle de Bankass, côté malien (nord); et Di, côté burkinabè (sud).
L’altitude moyenne est de 261 mètres par rapport au niveau de la mer. L’élévation maximale de la plaine est de 280 mètres. Cette topographie est comparable à celle du delta du Niger (qui varie entre 272 et 262m).

## Historique
La plaine est connue localement comme une zone naturelle transitoire entre le Sahel et les forêts équatoriales; elle est aussi une aire de repos pour de nombreuses espèces endémiques et une zone de pêche pour les humains depuis l'antiquité, mais n'a fait l'objet de plans d'habitation et de protections environnementales que très récemment sur son échelle historique.
Dans les années 1950 (1952-1959), des experts de plusieurs disciplines proposent un projet de « mise en valeur » de ce territoire par l'établissement de cultivateurs mossi et dogon. Ils tentent ainsi de décongestionner les régions avoisinantes, notamment autour de Ouahigouya (Yatenga), et de créer un secteur agricole fort dans cette zone frontalière du sud Mali. Des aménagements et des plans de structures agricoles avaient déjà été établis dans les années 1920 par l'administration française, mais aucune immigration n'avait suivi ce premier projet.
En 1965, le gouvernement de Haute-Volta lança une campagne de repopulation de la vallée malienne, nommée « les cent familles »; elle consistait à installer des fermiers rapatriés sur un périmètre agricole pour y cultiver le riz et le coton. D'anciens colons de l'Office du Niger devaient assister d'autres familles dans cette entreprise. L'opération reçut l'aide financière du Fonds d'aide et de coopération (F.A.C.) pour un total de 150 millions de Francs CFA.
À partir de 1967, un nouveau projet agricole voit le jour, mené sous la supervision du Bureau pour le Développement de la Population Agricole (B.D.P.A.) du Burkina Faso : il s'agit de créer un périmètre agricole « avant-gardiste » en vue de l'exploitation humaine de terres exondées. Une zone d'environ 2km² est sélectionnée au nord-ouest de Guiédougou, entre le village et le Sourou. Ainsi, dans ce village, plusieurs campagnes de population successives se sont effectuées chaque année de 1967 à 1974. Mais à la fin de chaque campagne agricole, les familles quittaient le village sans que le nombre des nouveaux arrivant compense celui des départs.
Dans les années 1970, les rendements augmentent et les cultures se diversifient : d'une majorité de mil, de riz, de pommes de terre et de coton, on élargit les cultures à l'oignon, les haricots verts, la tomate, les concombres, et on pense même pouvoir envisager des melons et des fraises – plus gourmands en eau. On y fait aussi pousser le sorgho, comme dans toute la sous-région sahélienne. Malgré tout, le problème principal des projets de mise en culture fut la motivation des agriculteurs eux-mêmes à travailler au bon rythme ; et particulièrement les ethnies samo et marka. Les mossi se révèlent des travailleurs plus disciplinés et de meilleurs cultivateurs, d'où leur implantation « historique » dès le début de ce projet.
Le 26 avril 1984, le président Thomas Sankara faisait commencer des travaux importants d'aménagement de la vallée, dont l'objectif était l'irrigation de 16 000 hectares supplémentaires côté burkinabè. C'est grâce à lui que le futur barrage de Léry fut envisagé.
En raison de sa position entourée par un climat sec, l'eau de surface n'était pas présente toute l'année. C'est pourquoi, en 1986, un barrage de retenue est construit à Léry au Burkina Faso, près de la confluence du Sourou avec la Volta Noire. À partir de 1987, grâce à ce barrage, la permanence de l'eau dans toute la zone entraîna la pratique de nouvelles activités pérennes, comme la riziculture et la pêche.
Sur demande gouvernementale, la vallée inondée fait l'objet d'un classement Ramsar le 22 mars 2013. Ce qui lui permet de garantir l'utilisation durable de ses ressources et le maintien de ses principales espèces endémiques.

## Hydrographie
La plaine du Sourou et ses lacs d'eau douce permanents sont parmi les plus riches écosystèmes d'Afrique (aussi notable que des sites exceptionnels comme le Nil ou la région des Grands Lacs) et une rareté hydrographique à cette latitude sahélienne.
Son hydrographie est complexe : la rivière Sourou (aussi appelée localement « Bagouè ») est un défluent de la Volta Noire de juillet à novembre ; mais elle en est un affluent le reste de l'année (de décembre à avril). C'est-à-dire que l'alimentation de cette plaine en eau se fait dans les deux sens : « descendant » par le Sourou et « ascendant » par la Volta Noire ; ainsi l'eau y est abondante toute l'année.
En saison de « défluence », appelée localement « crue », de la Volta Noire vers le Sourou, le remous atteinte les environs de Baye, au nord de la vallée. En période d'« étiage », l'écoulement reprend « normalement », c'est-à-dire du Sourou vers la Volta.
Le barrage sur le Sourou, qui régule son débit dans la Volta Noire (aussi appelée « Mouhoun ») ne bloque pas le reflux de cette dernière dans le Sourou pendant une moitié de l'année : un canal permet ce reflux dans le Sourou qui se trouve alors plus bas (de quelques dizaines de centimètres) que le « Mouhoun » (Volta). Ce barrage a en outre une bonne influence sur la diversité et le nombre d'espèces présentes, tant dans l'eau que sur les berges et dans les cieux.
Le bassin hydrologique du Sourou couvre 15 400 km² au Mali, soit 1,2 % de la surface du pays. On peut le distinguer en deux zones : le Samori (plaine basse, au sud) et le Séno (sols sableux, au nord).

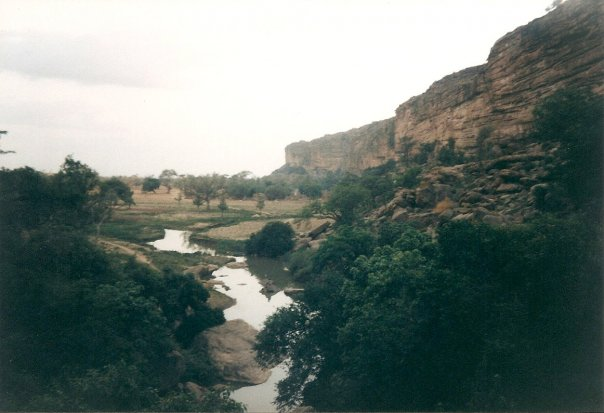
C'est en pays Dogon, à plusieurs dizaines de kilomètres au nord sur le plateau de Bandiagara, que naissent les pluies qui alimentent ce système hydrique complexe, alimentant également le bassin du grand fleuve Niger.
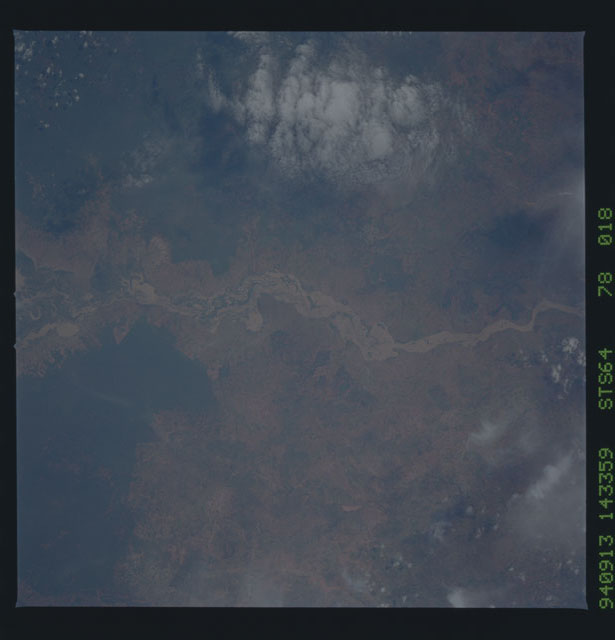
Observation spatiale du Sourou et de sa plaine agricole, bien avant son classement Ramsar, durant la mission américaine STS-64 (1994). On y voit le lit majeur de la rivière ainsi qu'une certaine déforestation indiquant une activité agricole humaine.
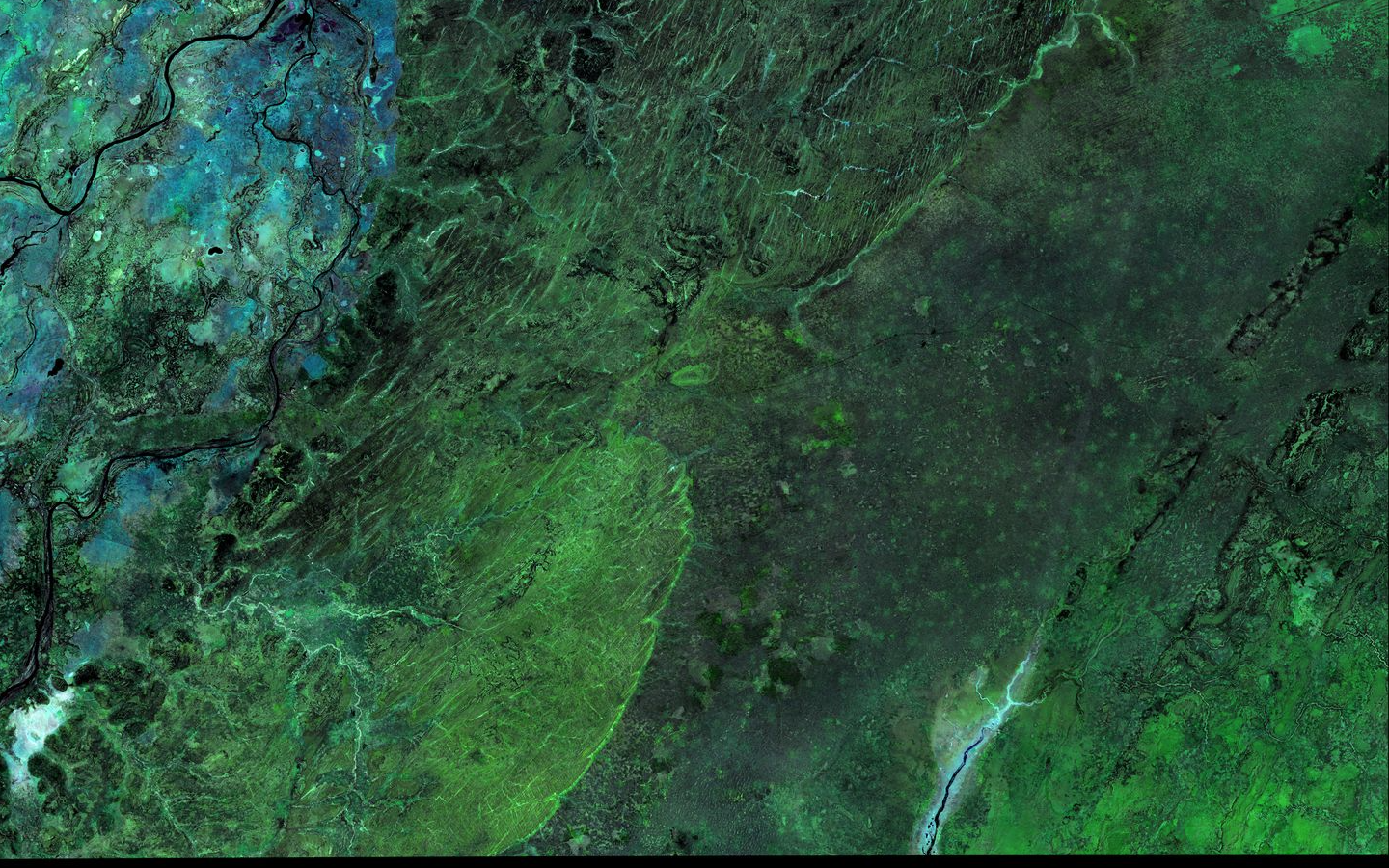
Image Copernicus-Sentinelle de la vallée du Niger (à gauche) et de la « haute » vallée du Sourou (en bas à droite de l'image) 2016. (Fausses couleurs.)

## Faune
En 2009, on dénombre 20 978 spécimens de 32 espèces d’oiseaux, dont une population endémique et reproductrice de l’anserelle naine (Nettapus auritus) et du héron pourpré (Ardea purpurea). En 2011, ce chiffre s'établissait en légère hausse à environ 22 000 spécimens. 
Le site abrite aussi une espèce d'hippopotame (Hippopotamus amphibius) et l’éléphant d’Afrique (Loxodonta africana) – pour lequel le lieu représente un havre de repos essentiel – tous deux inscrits sur la Liste rouge de l’UICN. Malheureusement, la richesse de la faune est à présent plus pauvre qu'il y a quelques centaines d'années, en raison d'un braconnage intensif et de la présence de nombreux hameaux et villages.

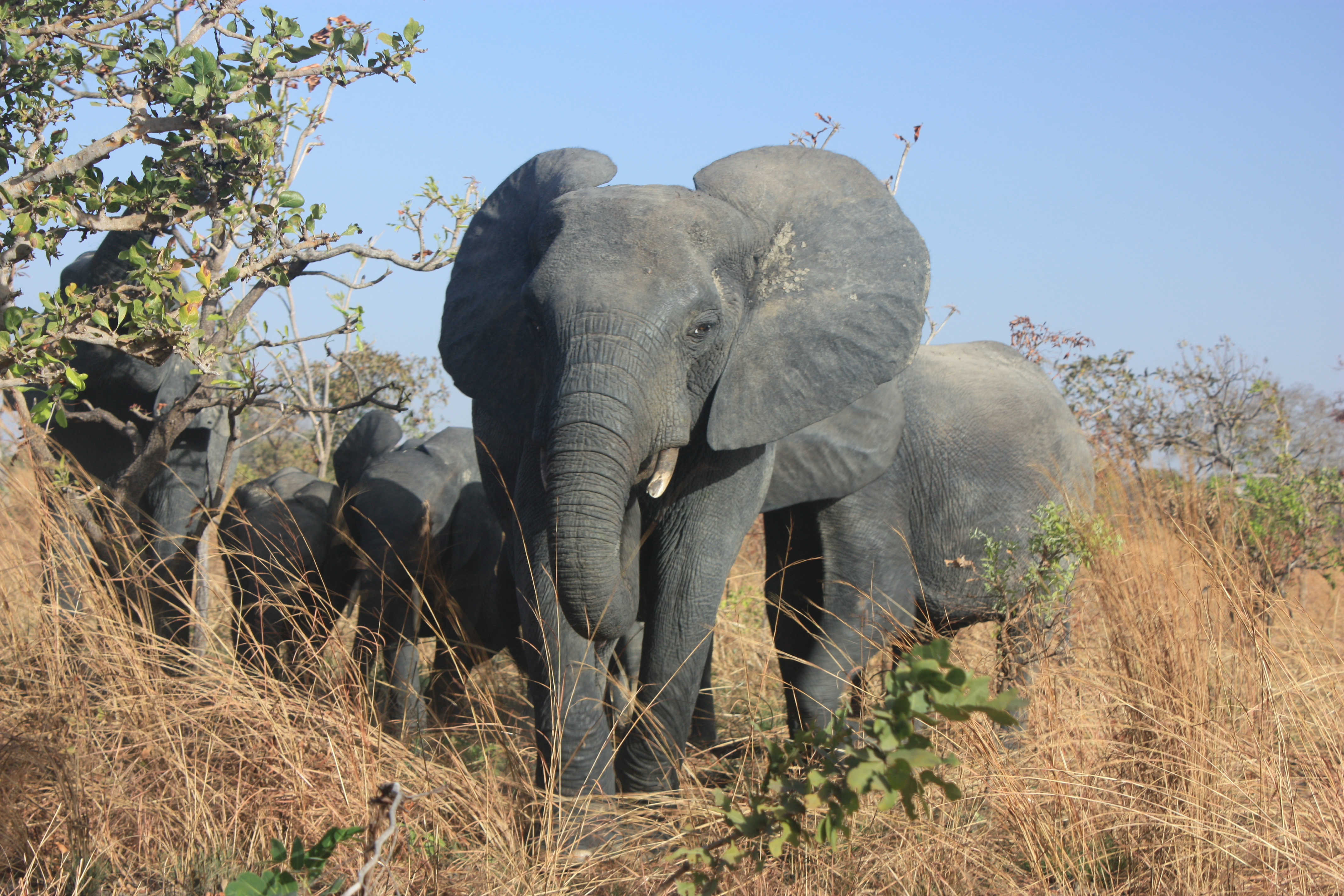
Loxodonta africana (éléphant d'Afrique).
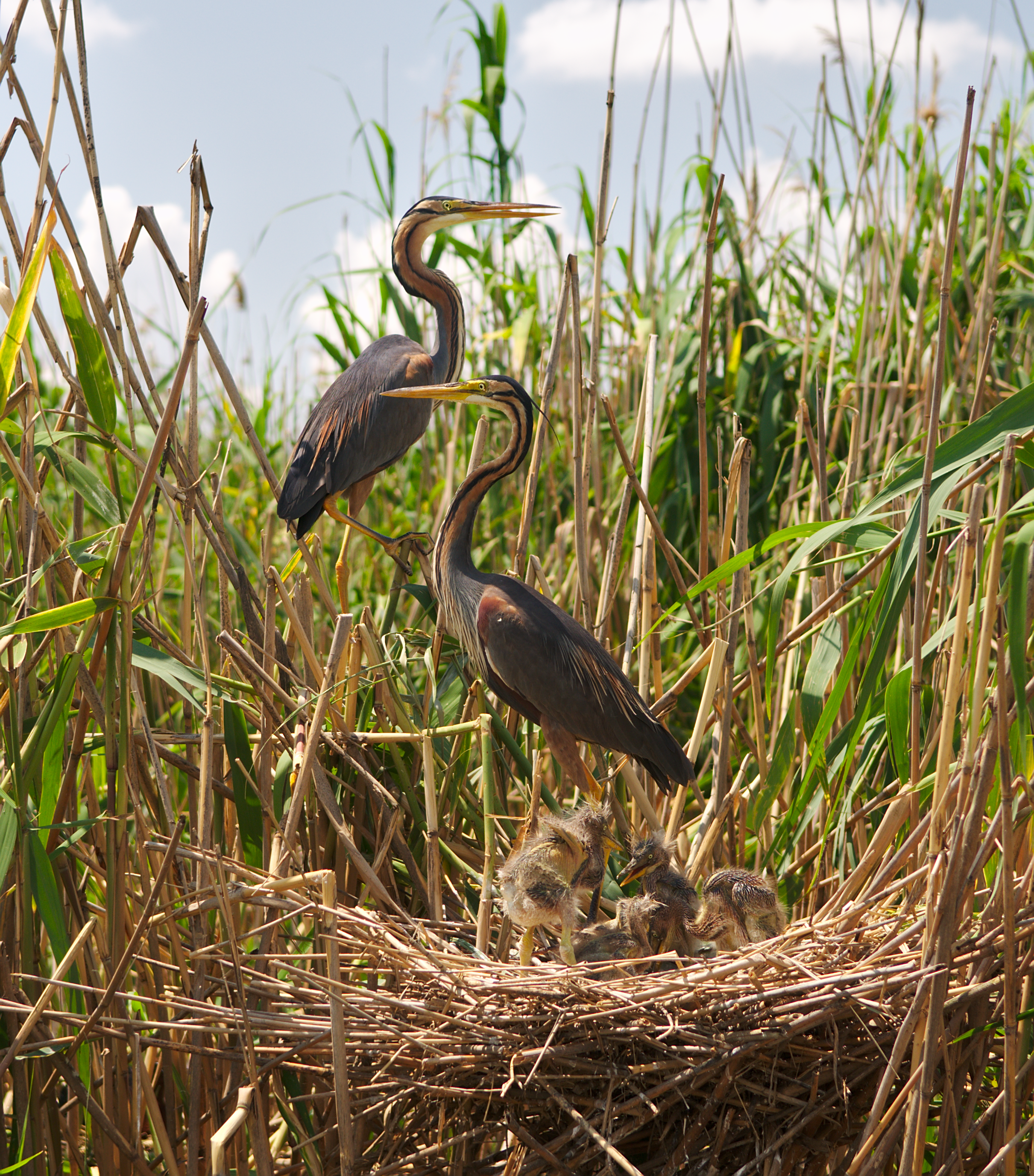
L'Ardea purpurea (Héron pourpré) habite exclusivement les zones humides et y niche.
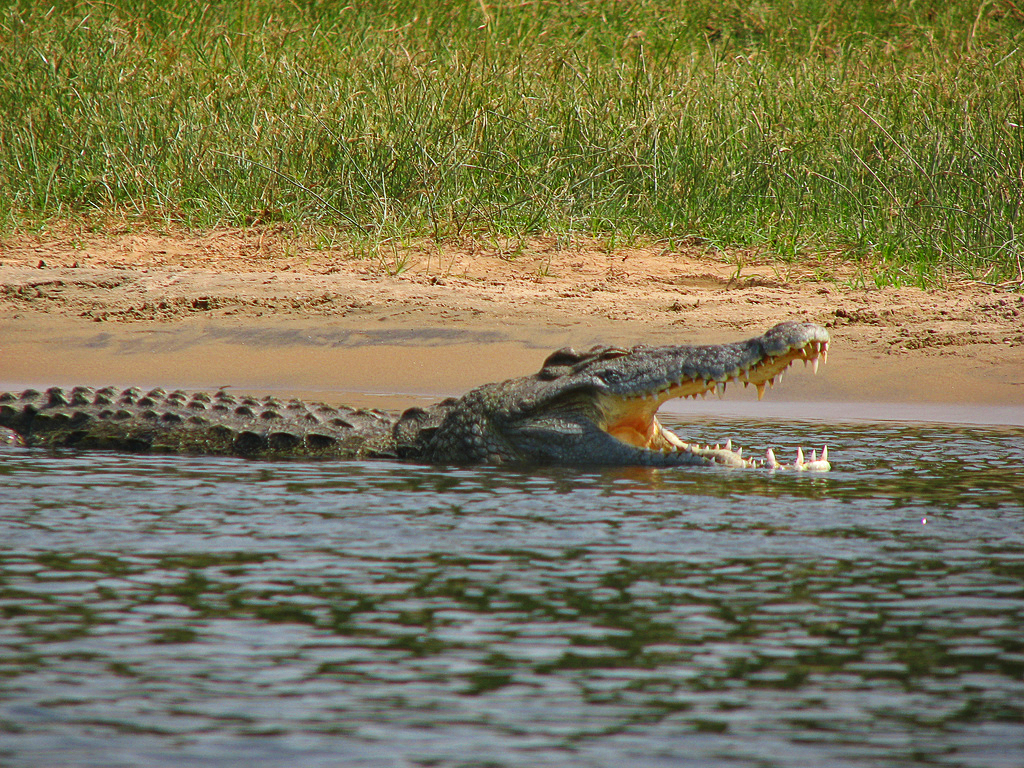
Crocodylus niloticus (crocodile du Nil), une espèce endémique et essentielle dans tout le bassin du Sourou.
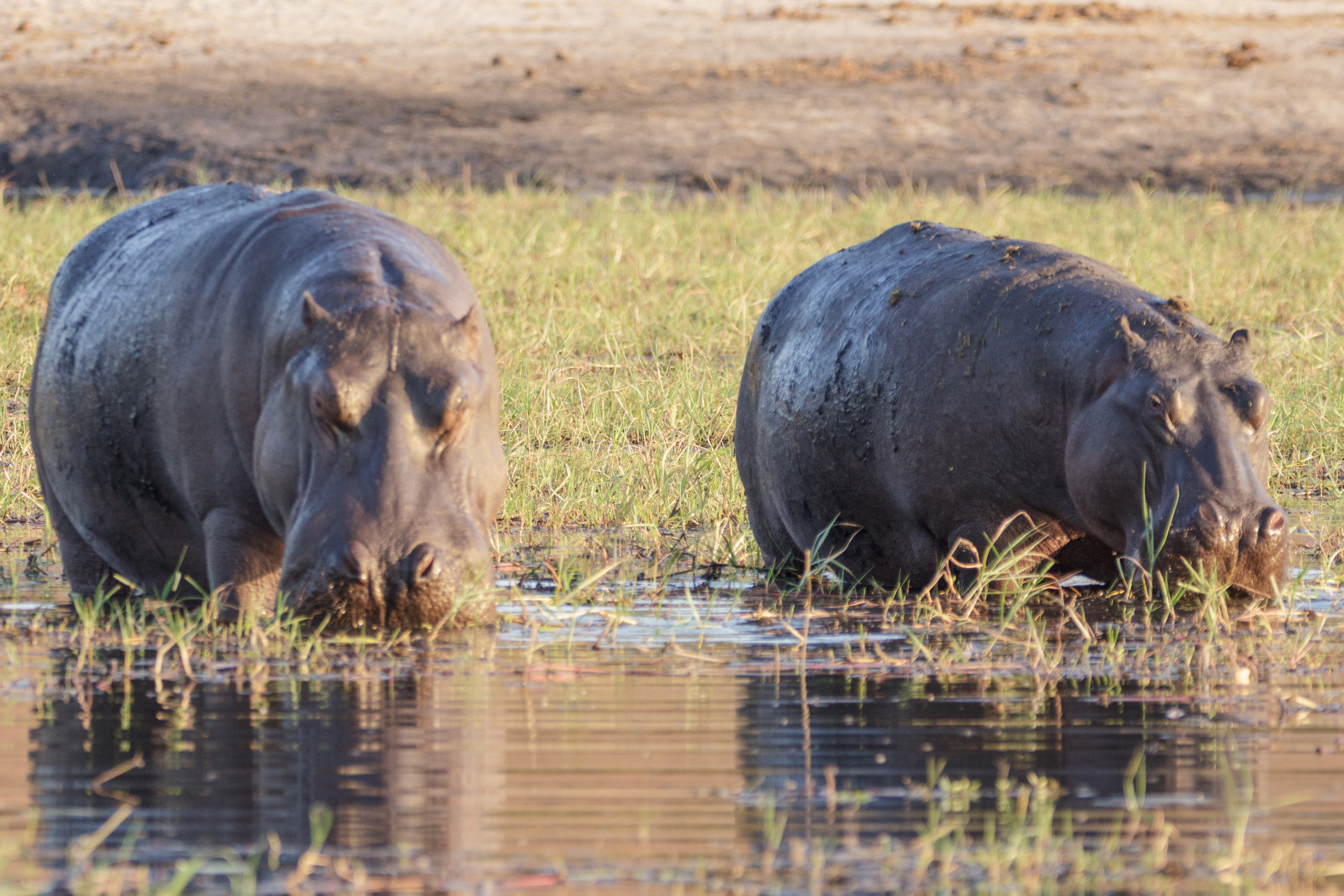
Hippopotamus amphibius (hippopotames); leur présence favorise le développement de colonies de poissons et d'oiseaux d'eau.
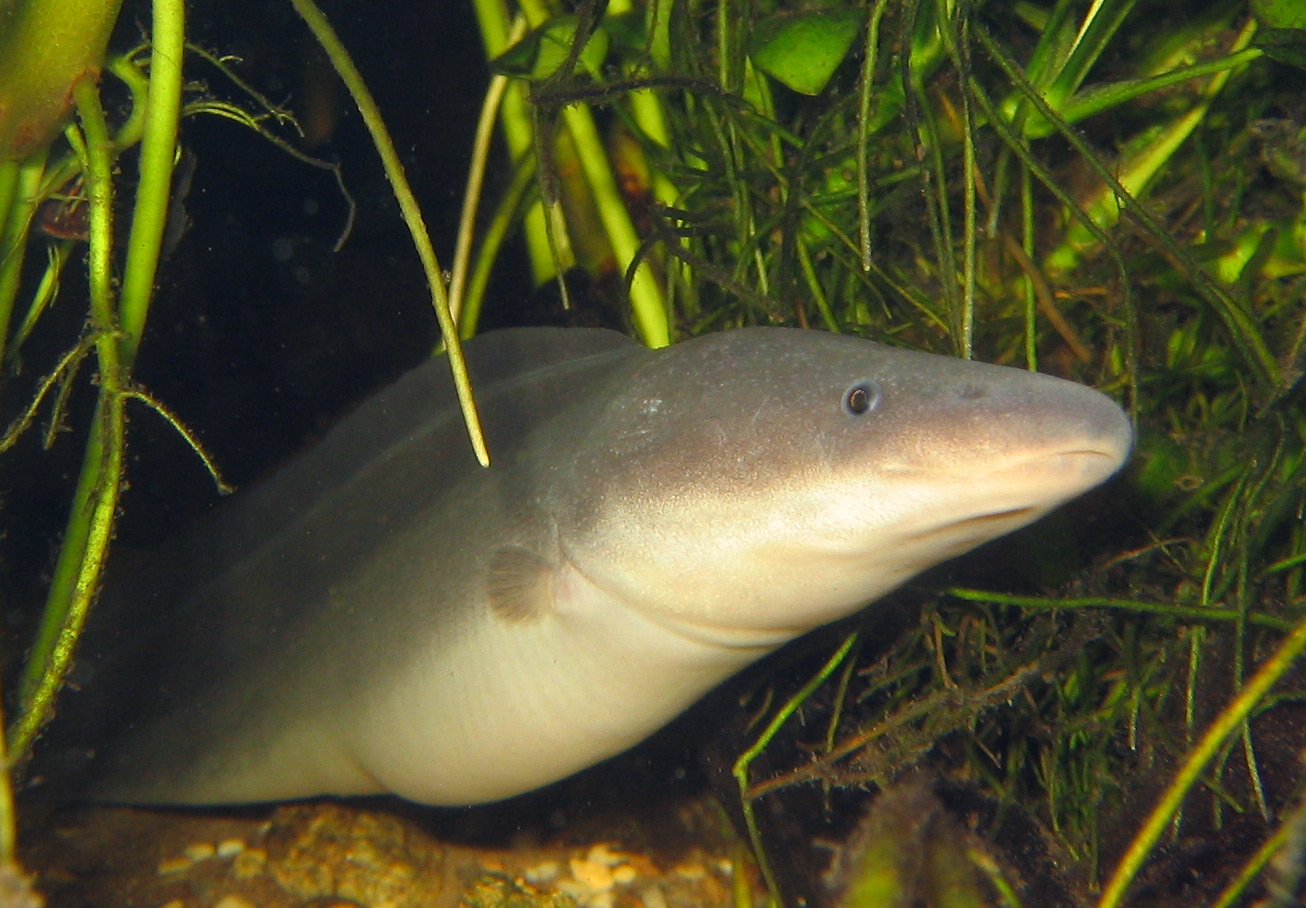
Gymnarchus niloticus. D'autres espèces comme Heterotis niloticus et Polypterus senegalus en déclin ailleurs dans le pays, ne sont pas menacées dans le Sourou.
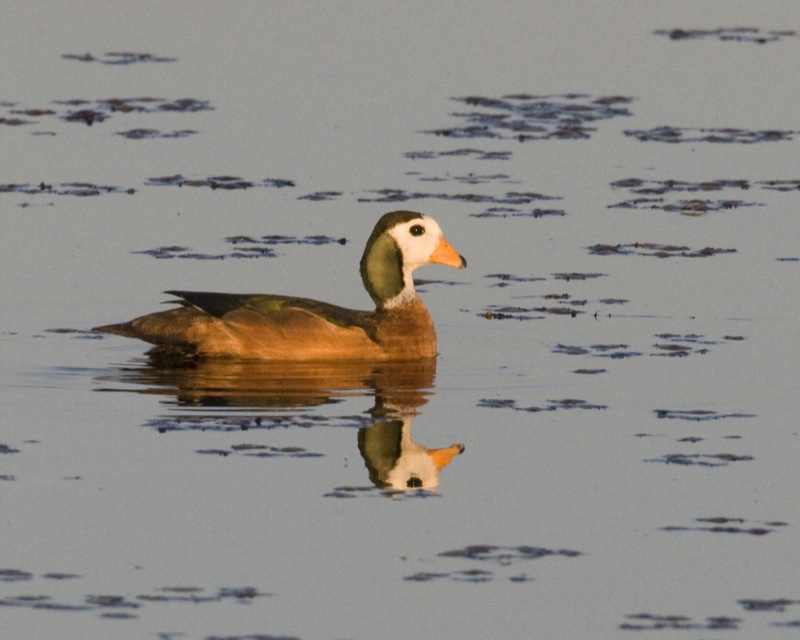
Nettapus auritus (anserelle naine).

## Flore
On y trouve une diversité d'habitats, allant de la forêt alluviale au marécage, en passant par la culture maraichère.
Sur tout le long de la vallée inondée, la présence de la rivière a favorisé deux types de formations végétales: la prairie hygrophile – dominée par des herbacées comme Vetivera pannicum – et la « galerie forestière » – avec des espèces ligneuses comme Mitragyna inermis, Anogeissus leiocarpus et Pterocarpus lucens. La première occupe logiquement la partie inondée, tandis que la seconde occupe et renforce les berges.

## Activités humaines

### Populations
De part et d'autre de la vallée, ses populations peuvent être assez différentes. Sur la rive ouest, côté burkinabè et à la frontière malienne, au XXe siècle on ne trouvait quasiment personne sur une profondeur de 30km. En revanche, la rive est comptait dans les années 1970 environ 25 habitant/km², d'une population essentiellement marka.
Voisins des marka, on y trouve également des samo et des mossi (principalement au Burkina). On y observe chez ces populations, une densité supérieure d'habitat (de l'ordre de 50 à 70 habitants/km² en 1976). 
Des éleveurs peuls parcourent également les environs, de manière saisonnière.

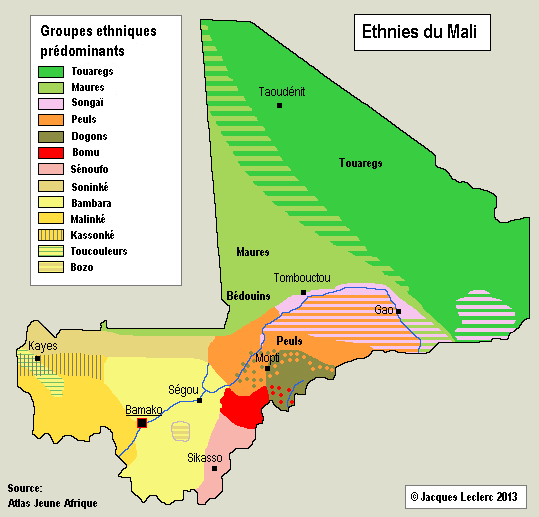
Côté malien, la plaine inondable du Sourou fait partie du pays dogon.
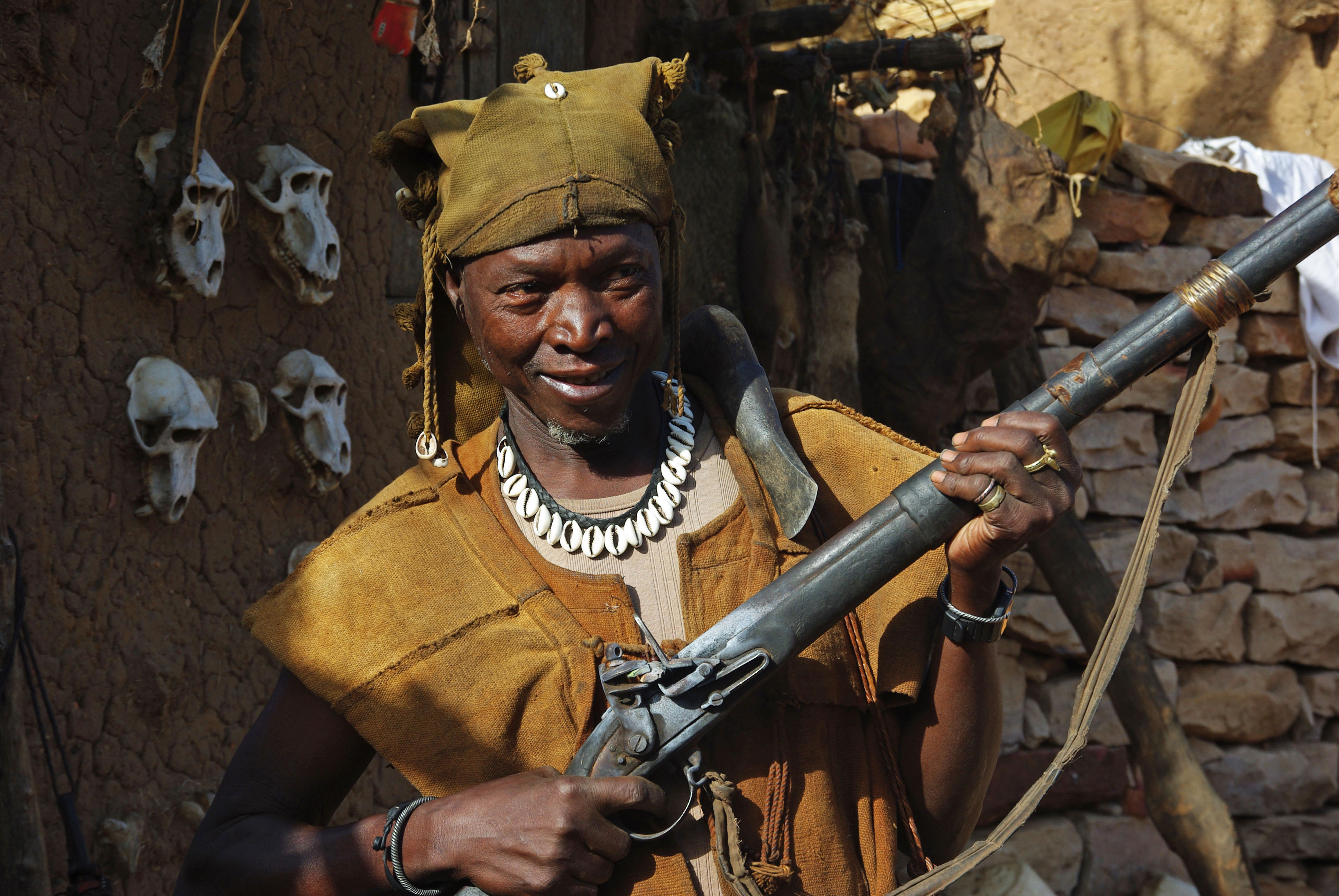
Chasseur dogon (2010)
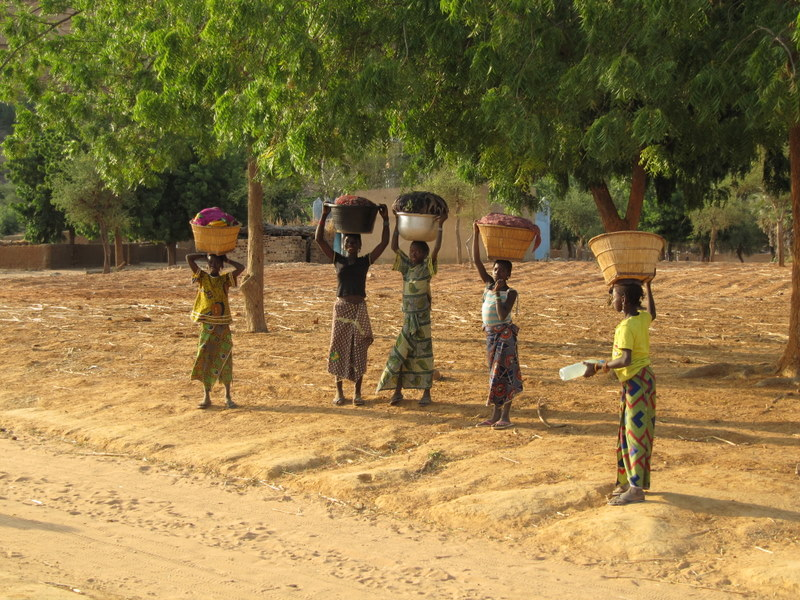
Villageoises dogon (2009).
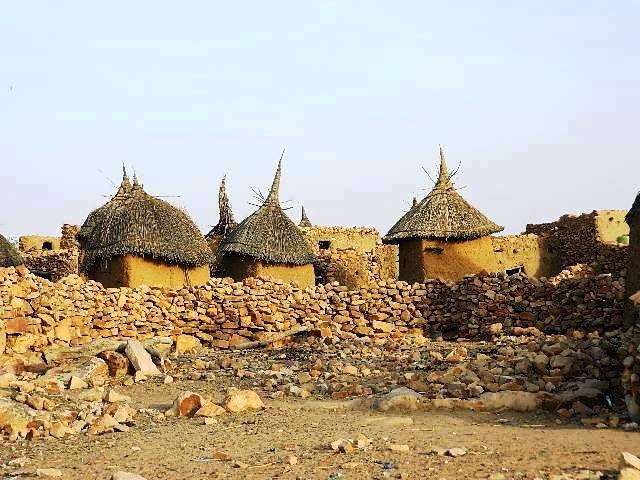
Habitat traditionnel dogon (2014).
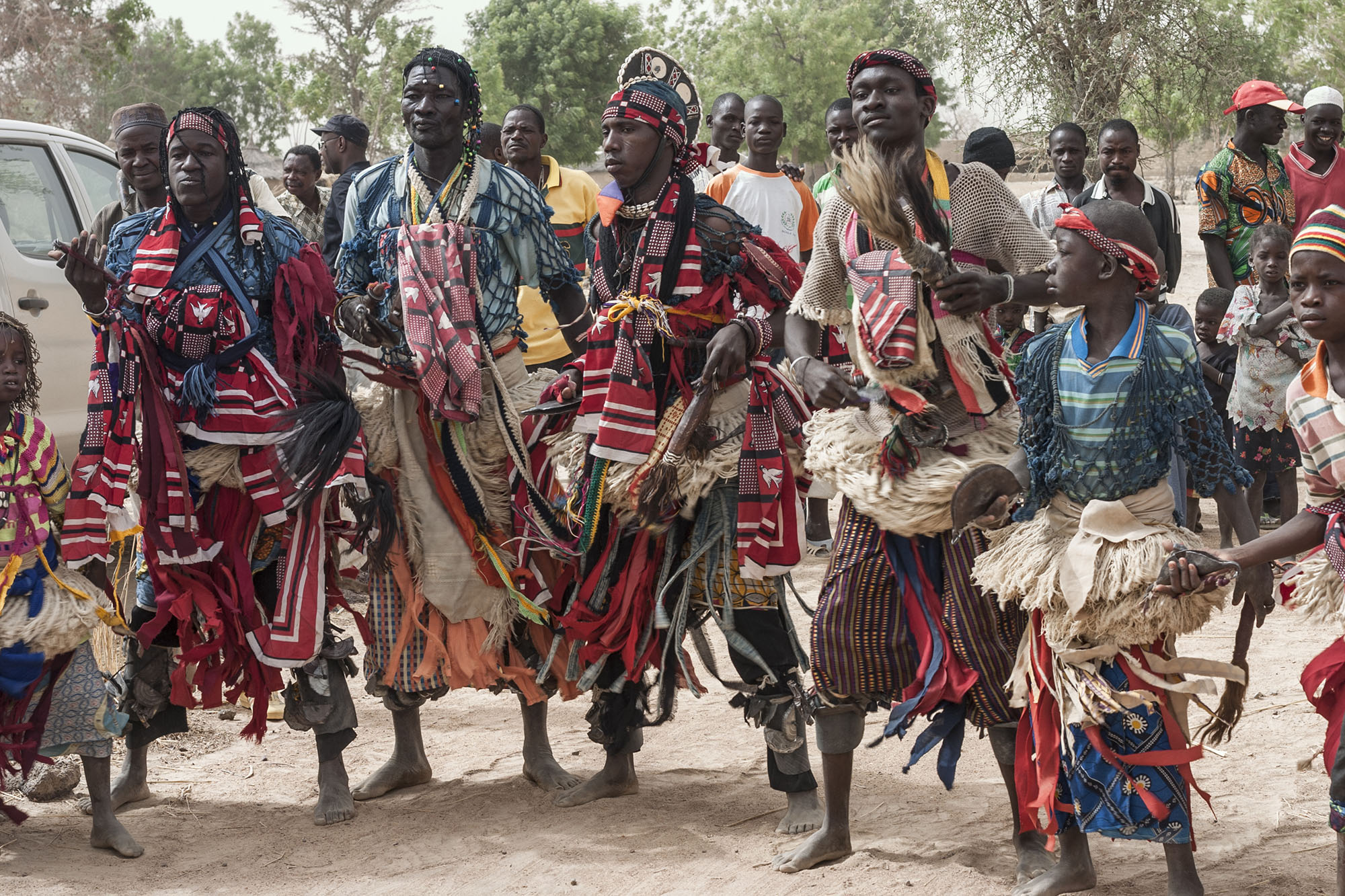
Danseurs mossi (Burkina Faso, 2010)
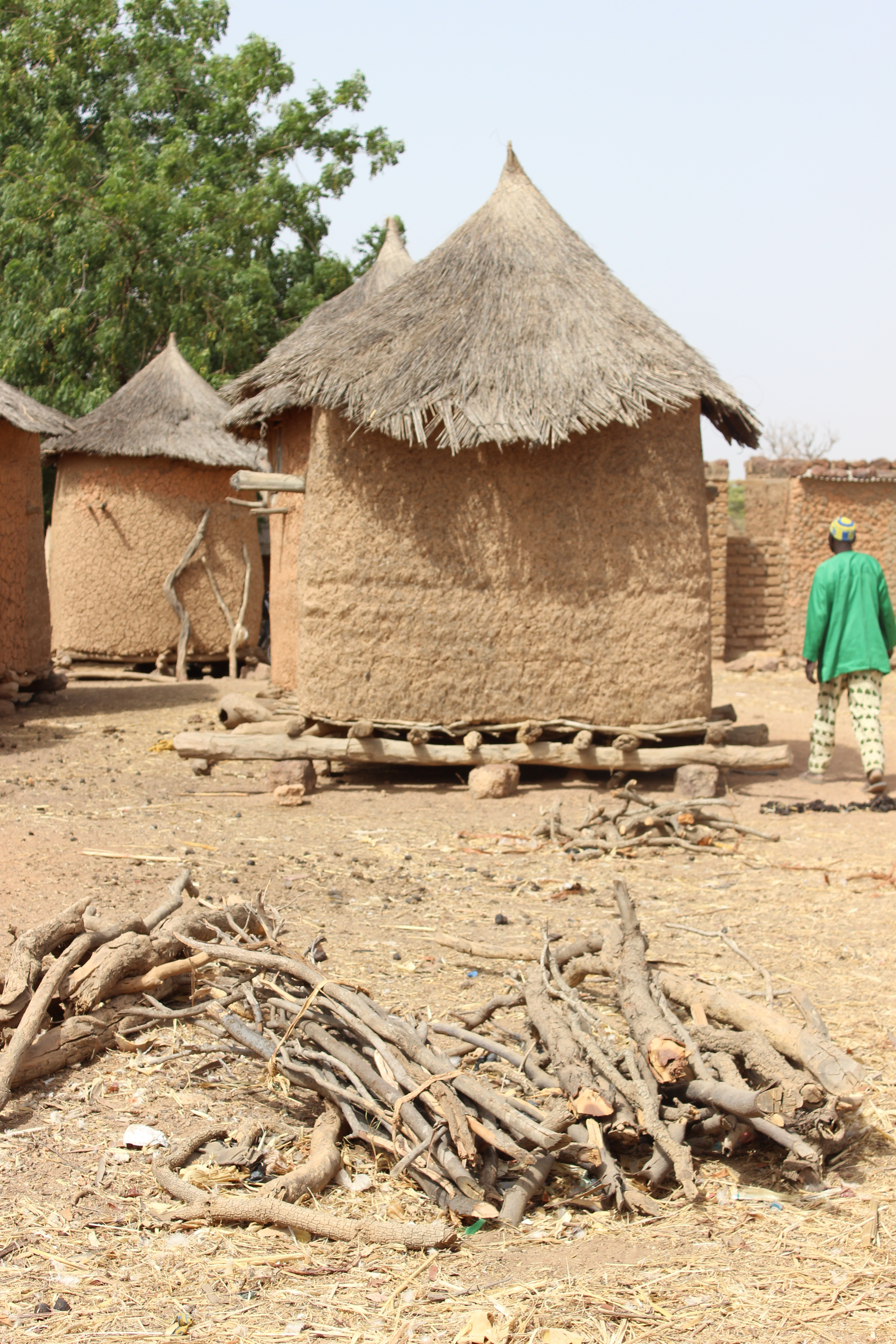
Habitat traditionnel mossi à Kiripalogo (2013).
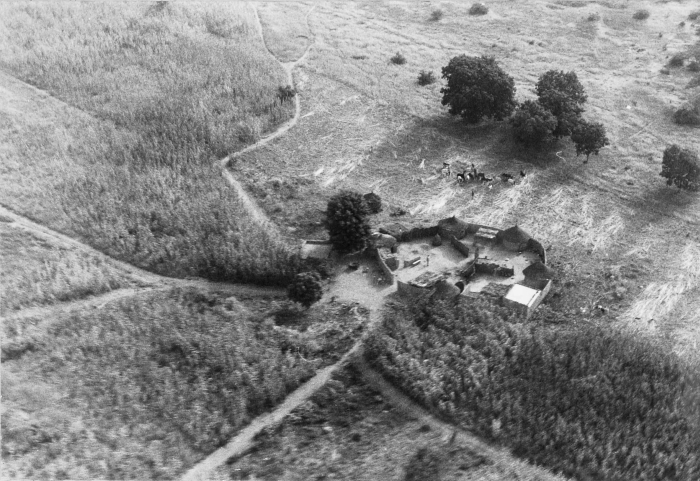
Enclos et agropastoralisme mossi (1973).
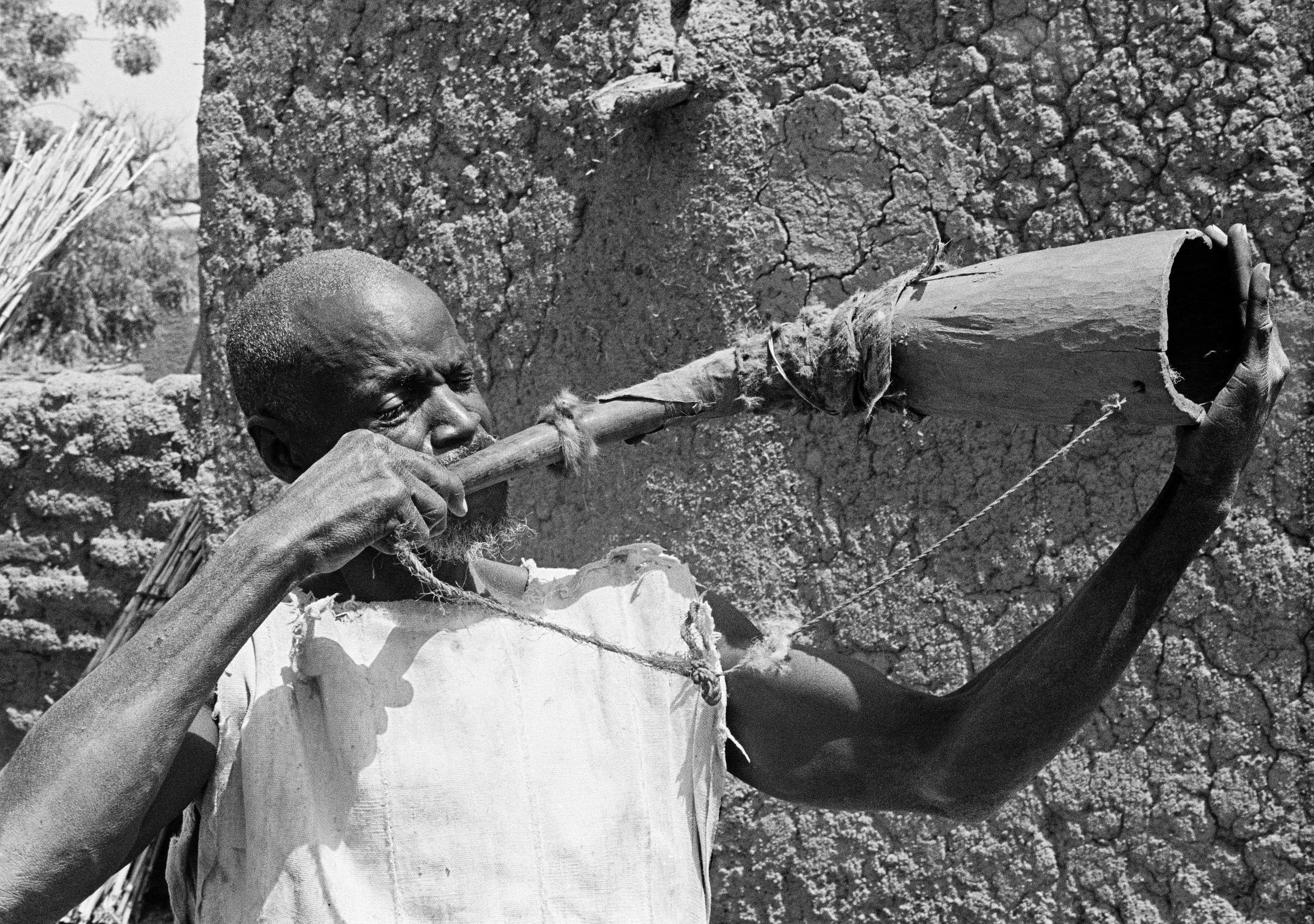
Un samo jouant une « corne de guerre » (v.1971).
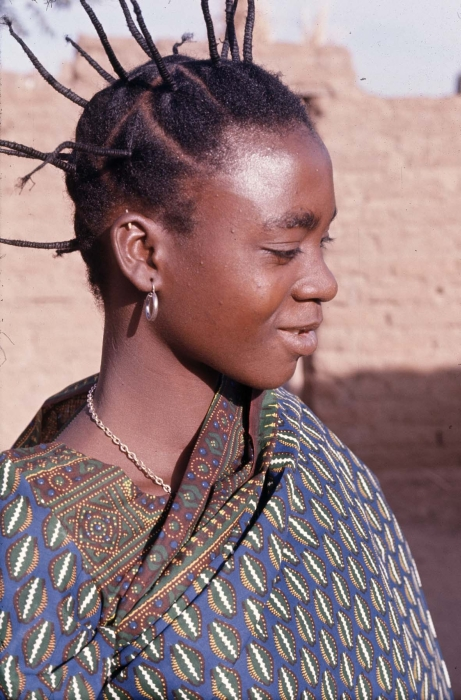
Femme samo (v.1971) en Haute-Volta au Burkina Faso.
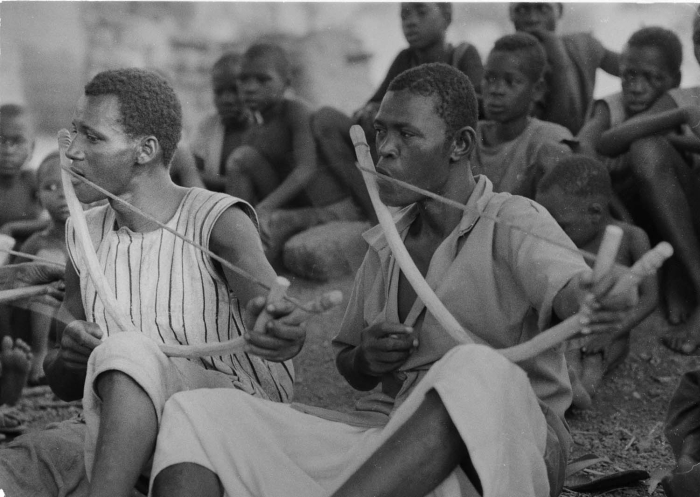
Musiciens samo (v.1971).
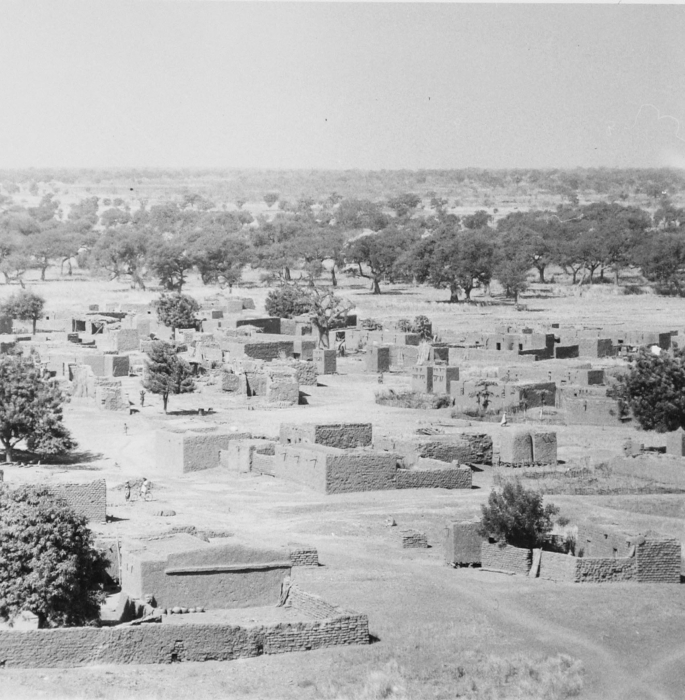
Village samo (v.1971).

Aujourd'hui, une population de plus de 600 000 personnes habite dans la plaine du Sourou.

### Alimentation
Les rizières sont une bonne source alimentaire pour tous les habitants de ses abords ; elles constituent également une frayère et une nurserie pour les poissons du bassin de Sourou, la rendant particulièrement apte à la pisciculture. 
Ces zones naturelles, parfois aménagées ou cultivées – mais pas dénaturées – par l'homme, garantissent l’équilibre hydrologique général de tout le bassin, la maîtrise des crues et la recharge des eaux souterraines.
Les principales activités anthropiques sont la riziculture, la pêche et la récolte de bois.
Bien que l'agriculture connaisse un engouement renouvelé de génération en génération dans tout la zone frontalière, l'installation de colonies d'oiseaux granivores a par endroits considérablement réduit les récoltes. Dans les années 2010, des cultivateurs de Baye se plaignaient des « attaques » d'oiseaux sur leurs cultures. Le ministre malien Bocari Treta instruit en 2014 à ses services techniques, en relation avec les ONG dont Care Mali et des municipalités, d’élaborer un nouveau schéma d’aménagement du bassin du Sourou. Ceci devant aboutir à la création d’un Office de développement de la vallée du Sourou. En 2021, ce rôle moteur est en partie géré par l'Agence de développement régional de Mopti (A.D.R.).
La pêche est l'une des activités commerciales importantes de la vallée du Sourou : elle est classée au 3e rang au Mali en termes de production piscicole, après la Kompienga et Bagré. Son potentiel est estimé à plus de 800 tonnes/an, principalement pour le tilapia et le silure, représentant en 2010 une valeur de 550 millions de Francs CFA.

## Problèmes

### Agriculture
Depuis sa mise en eau à l'année des années 1960 à 1980, la vallée n'a cessé de faire l'objet de plans d'aménagement successifs par plusieurs gouvernements, tant maliens que burkinabè. Force est de constater qu'aujourd'hui, dans les années 2020, malgré une progression positive vers l'autosuffisance (voulue par le président Sankara) des problèmes de vente des marchandises, de stockage et d'entretien des routes commerciales locales freinent le développement humain de toute la zone.
Ainsi, par exemple, tout comme celle de la tomate (plus de 10.000 tonnes par saison), la commercialisation de l’oignon et d'autres denrées reste un casse-tête du fait de la rareté des clients qui redoutent l’état des routes des villes vers la vallée. Ce qui mène beaucoup de producteurs à quitter la zone, faute de débouchés professionnels de longue durée.
Le fait que les « colons » soient encouragés par des projets gouvernementaux participe au fait qu'ils n'ont pas souvent conscience de travailler pour une communauté d'intérêt locaux et constituée de famille comme la leur. D'après certains témoignages des premiers projets (1960-1980), ils gardent l'impression de travailler pour une entreprise étrangère à leur communauté et dont ils seraient les « employés ».
Les types de cultures sont également un point d'achoppement avec certains agriculteurs : ces modes d'exploitation des terres leur sont souvent étrangers (quadrillage des terres de 30m × 30 ; partage plus « exigu » des parcelles ; obligation de rendement ; arrosage plus actif ; traitements saisonniers ; calendriers à respecter, etc.) et l'implantation de locaux se fait parfois rare, à l'avantage de groupements coopératifs étrangers à cette zone ou au pays.
Ainsi, Maréchal (1976) propose pour contrer une partie de ces inconvénients, de porter une attention particulière à la qualité du personnel d'encadrement sur place (ingénieurs agronomes et cultivateurs expérimentés) ainsi qu'au maintien qualitatif des infrastructures permettant la commercialisation des produits maraîchers (routes, transports, entrepôts de stockage et de vente en gros, marchés locaux). Si cette opération semble avoir été entamée à Guiédougou, de nombreuses autres communes recèlent encore un fort potentiel de développement durable non exploité, de la part de l'état comme d'entreprises privées.